# Гейер, Фрэнк
Франклин П. Гейер (28 июля 1853, Филадельфия, Пенсильвания — 4 октября 1918, Филадельфия, Пенсильвания) — американский полицейский детектив, наиболее известный расследованием дела Генри Холмса, одного из первых серийных убийц в США. Гейер долгое время работал в полиции Филадельфии, а в 1894 году был назначен для расследования дела Холмса-Пайтезела. Он изложил эту историю в своей книге «Дело Холмса-Пайтезела: история величайшего преступления века и поисков пропавших детей Пайтезела» («The Holmes-Pitezel Case: a history of the greatest crime of the century and of the search for the missing Pitezel children»).

## Дело Холмса-Пайтезела
Задокументированные преступления Г. Г. Холмса начались в Чикаго в 1893 году, когда он открыл отель под названием «The World’s Fair Hotel» для Всемирной выставки 1983 года. Позже это здание, построенное Холмсом, стало известно как «Замок убийств» из-за ложных сообщений в прессе, утверждавших, что лабиринтообразные конструкции на верхних этажах использовались Холмсом для пыток и убийств многочисленных жертв. Жёлтая пресса писала, что здание содержало тайные комнаты пыток, потайные двери, газовые камеры и крематорий в подвале, однако ни одно из этих утверждений не было правдой. Даже в статье Chicago Tribune за 1937 год утверждалось: «Там были комнаты без дверей. Были двери, за которыми не было комнат. Действительно загадочный дом — кривое строение, отражение искажённого сознания его создателя. В этом доме происходили тёмные и зловещие дела». Хотя миф о «Замке убийств» является полной выдумкой, Холмс действительно совершил несколько убийств, частично в рамках схемы страхового мошенничества. В процессе он оставил запутанный след улик в нескольких американских штатах и канадской провинции Онтарио.
В 1894 году бостонские полицейские инспекторы и детектив агентства Пинкертона арестовали Холмса в Бостоне по ордеру коронера за страховое мошенничество, совершённое в Филадельфии. Однако бостонские власти сочли этот ордер недостаточным для задержания Холмса и обратились в Форт-Уэрт, Техас, где против него был выдан ордер за кражу лошади. Холмс добровольно согласился на экстрадицию в Филадельфию по обвинению в страховом мошенничестве, полагая, что там получит более мягкий приговор. В Техасе к конокрадам применялись особенно жёсткие наказания. Полицейское управление Филадельфии направило детектива Томаса Кроуфорда в Бостон, чтобы доставить Г. Г. Холмса и его сообщницу, миссис Кэрри Пайтезел, в Филадельфию для судебного разбирательства. Городской детектив Филадельфии Гейер был назначен для расследования, и след привёл его через Средний Запад в Торонто, Канада, где он обнаружил останки двух детей Бенджамина Пайтезела, бывшего сообщника Холмса, которого тот убил с целью страхового мошенничества. Однако сам Пайтезел был причастен только к мошенничеству и не знал о совершённых убийствах.
Первоначальное расследование касалось страхового мошенничества, но вскоре стало ясно, что Холмс убил Пайтезела. В июне 1895 года Фрэнк Гейер покинул Филадельфию, чтобы проследить маршрут Холмса. Его находки в Торонто привели к дальнейшему расследованию владений Холмса в Чикаго, что в итоге обрекло его. Гейер использовал информацию из неотправленных писем, написанных детьми Пайтезела, которые по неизвестной причине были сохранены Холмсом. В Торонто он обнаружил тела Алисы и Нелли Пайтезел. Продолжив поиски, он нашёл сожжённые останки третьего ребёнка, Говарда Пайтезела, в доме, который Холмс арендовал в Ирвингтоне, Индианаполис.